# Villedieu-les-Poêles
Villedieu-les-Poêles is een plaats en voormalige gemeente in het Franse departement Manche in de regio Normandië en telt 3950 inwoners (2004). De plaats maakt deel uit van het arrondissement Saint-Lô.

## Geschiedenis
In juli 2009 kwam de plaats in het nieuws vanwege een explosie die hier plaatsvond bij het gieten van een zes ton zware klok. Op 1 januari 2016 fuseerde Villedieu-les-Poêles met de gemeente Rouffigny tot de gemeente Villedieu-les-Poêles-Rouffigny. 

## Geografie
In de plaats ligt het gelijknamige spoorwegstation.
De oppervlakte van Villedieu-les-Poêles bedraagt 8,1 km², de bevolkingsdichtheid is 487,7 inwoners per km².

## Verkeer en vervoer
De onderstaande kaart toont de ligging van Villedieu-les-Poêles met de belangrijkste infrastructuur en aangrenzende gemeenten.

## Demografie
Onderstaande figuur toont het verloop van het inwonertal (bron: INSEE-tellingen).

## Afbeeldingen

Het centrum van de plaats
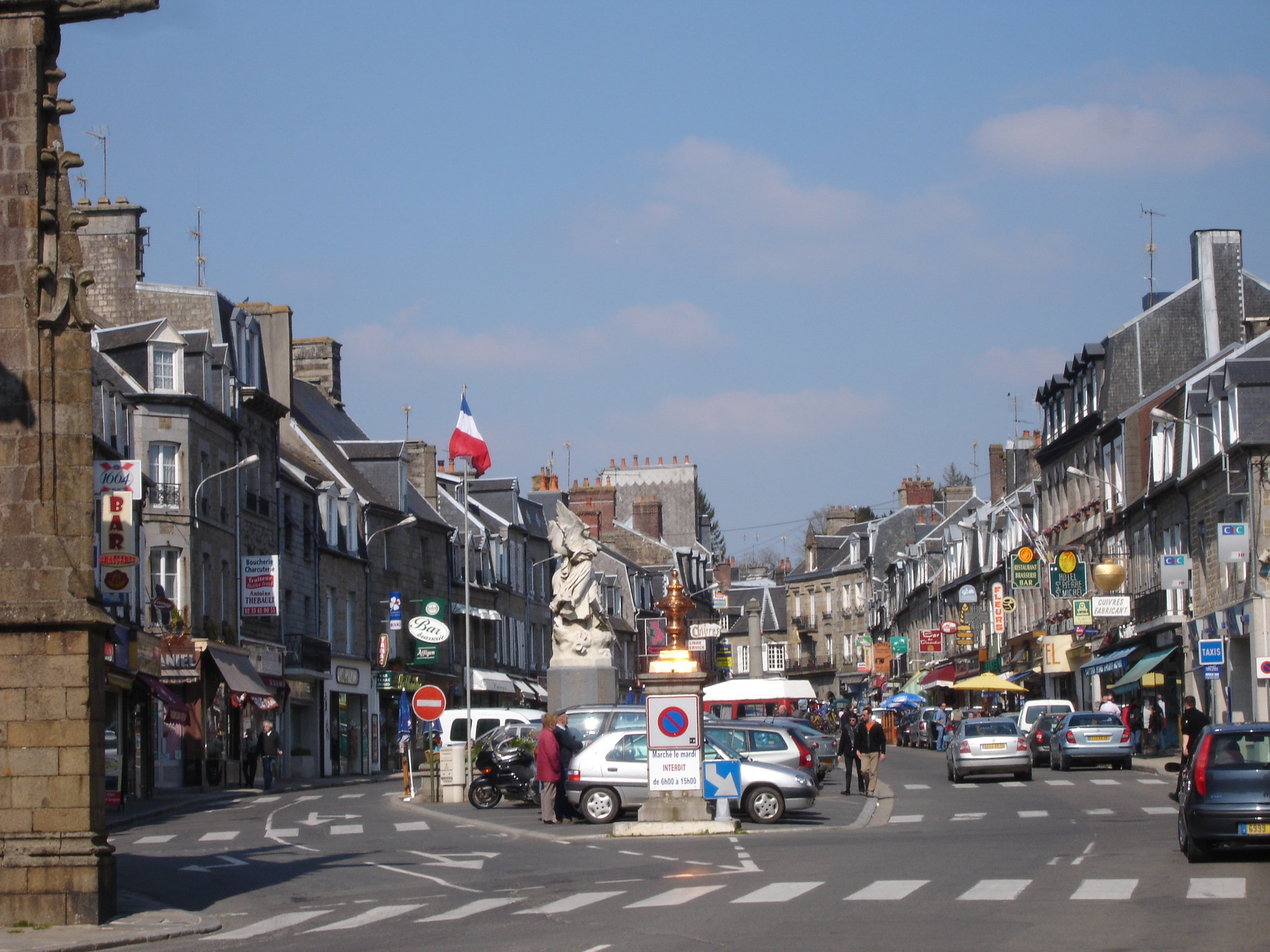
Place de la République
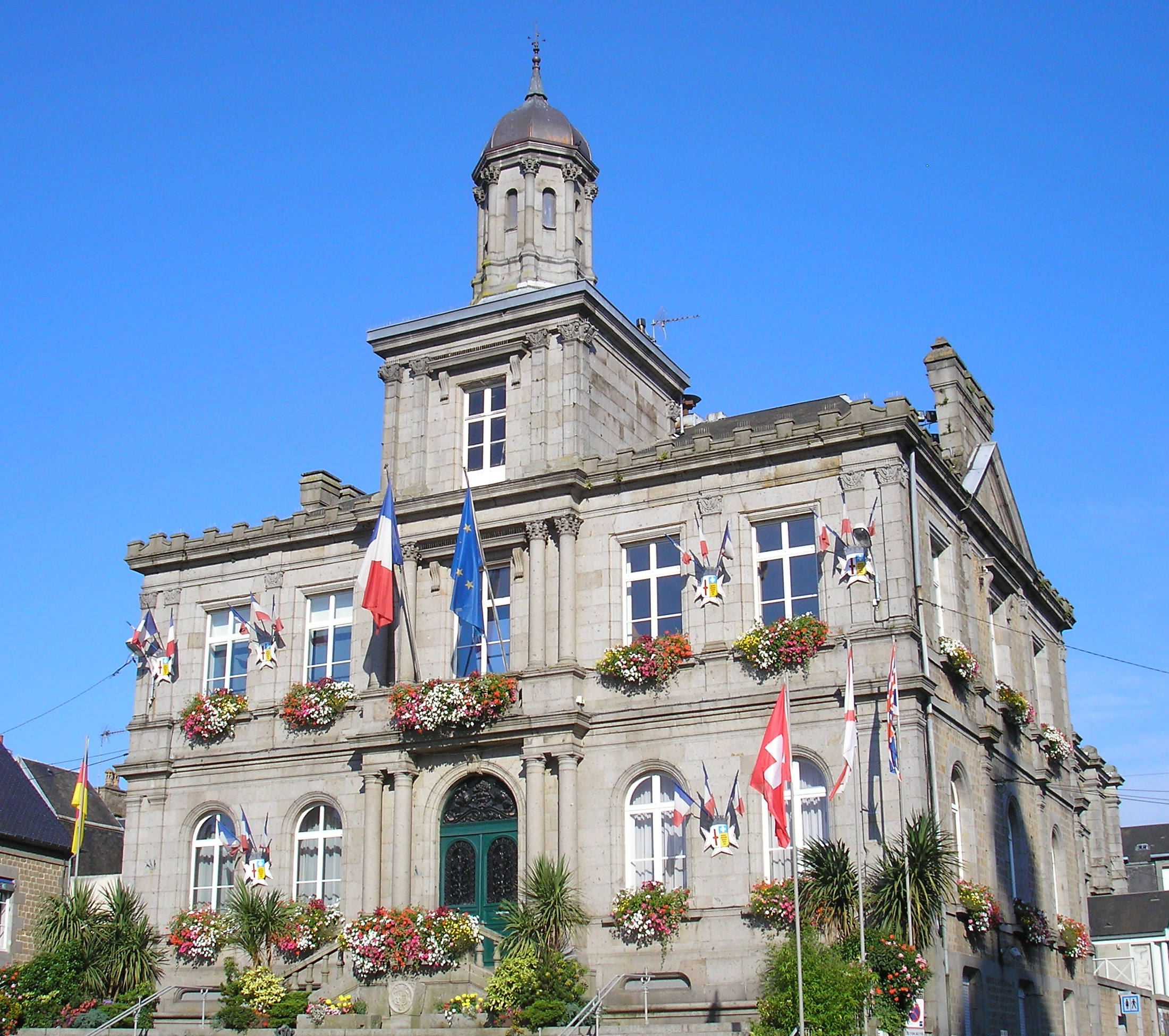
Het gemeentehuis van Villedieu-les-Poêles-Rouffigny
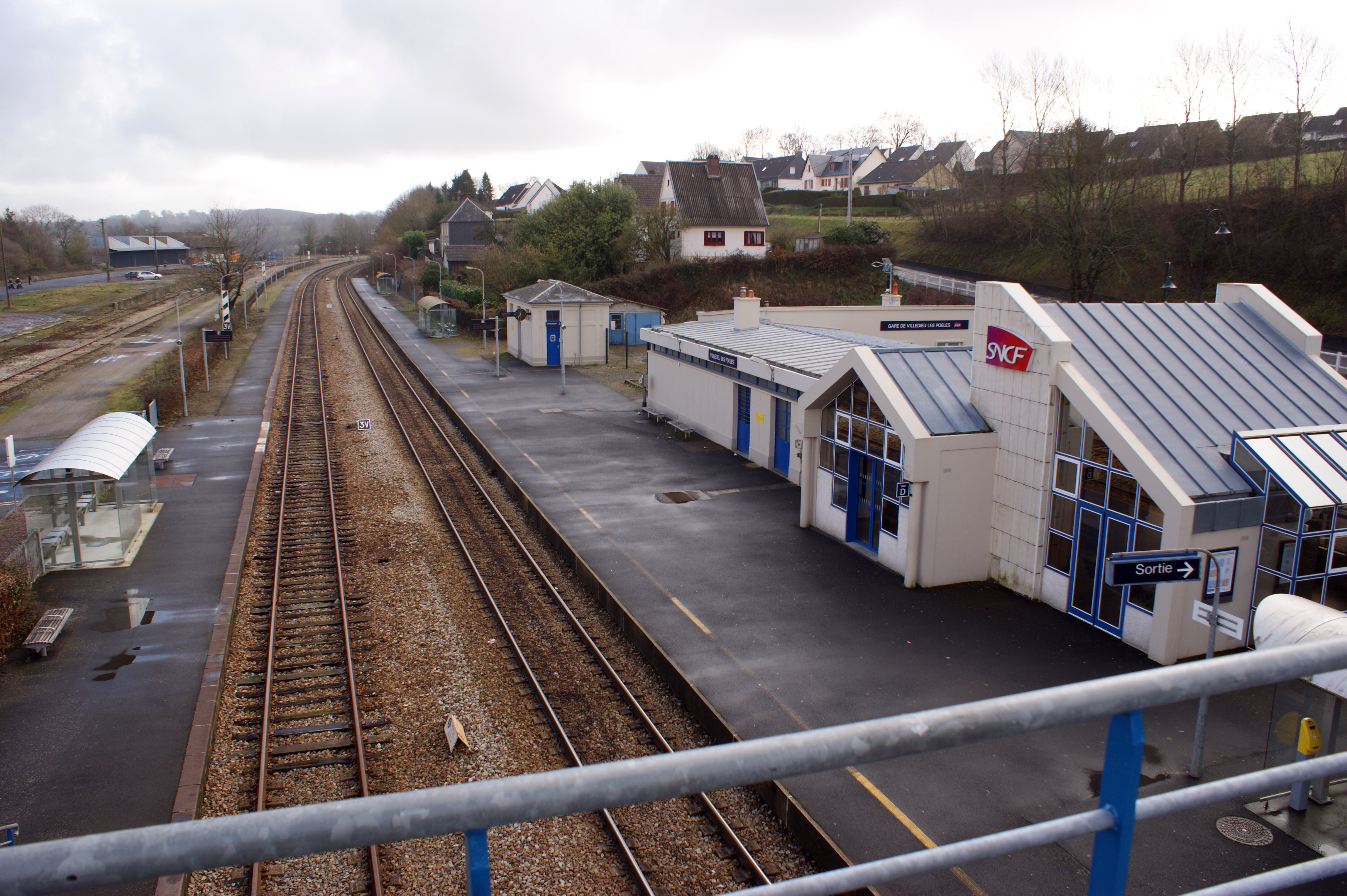
Het station Villedieu-les-Poêles
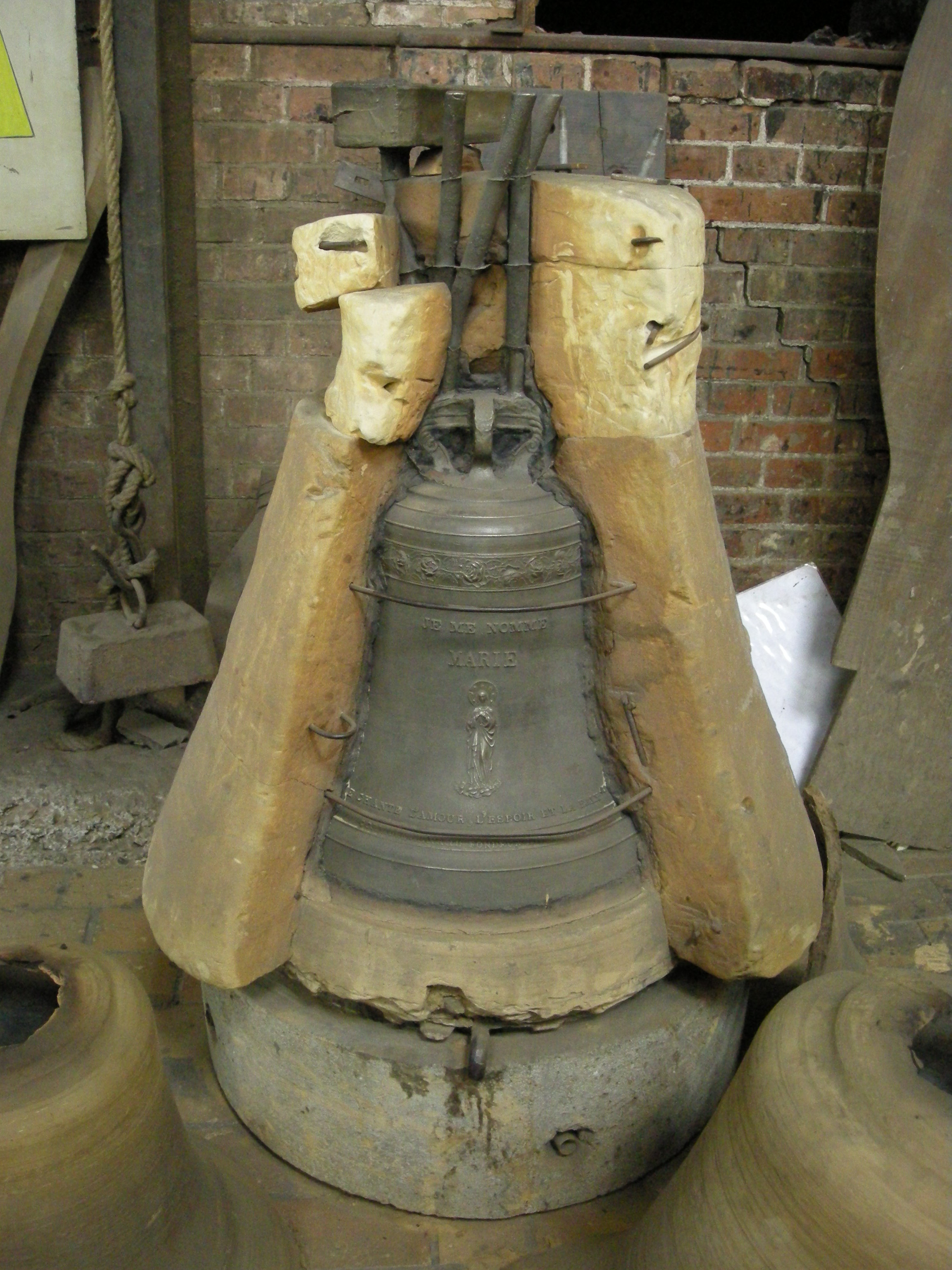
De klokkengieterij

1. ↑  Populations légales 2018.